# NGC 3846
NGC 3846 est une vaste galaxie spirale relativement éloignée et située dans la constellation de la Grande Ourse. NGC 3846 a été découverte par l'astronome britannique John Herschel en 1831.

## Caractéristiques
La classe de luminosité de NGC 3846 est III et elle renferme des régions d'hydrogène ionisé.

### Distance
Sa vitesse par rapport au fond diffus cosmologique est de 9 901 ± 12 km/s, ce qui correspond à une distance de Hubble de 146 ± 10 Mpc (∼476 millions d'al).

### Radiogalaxie
Selon la base de données Simbad, NGC 3846 est une radiogalaxie.

## Groupe de NGC 3898
Selon A.M. Garcia, la galaxie NGC 3846  fait partie d'un groupe de galaxies qui compte au moins neuf membres, le groupe de NGC 3898. Les autres membres du groupe sont NGC 3733, NGC 3756, NGC 3794 (NGC 3804 dans l'article), NGC 3846A, NGC 3850, NGC 3898, NGC 3982 et UGC 6894.
Il s'agit sans doute d'une erreur, car toutes les autres galaxies de ce groupe sont à moins de 77 mal de la Voie lactée, soit environ deux fois moins éloignées que NGC 3846.